# Polia similissima
Polia similissima là một loài bướm đêm trong họ Noctuidae.